# Вибухове буріння
Вибухове буріння (рос. взрывное бурение, англ. blast drilling; нім. Schießbohren, Sprengbohren) — спосіб спорудження свердловин шляхом руйнування породи на вибої послідовними вибухами зарядів вибухової речовини та видаленням продуктів руйнування після кожного вибуху. Вперше запропоноване в 1942 р.
Розрізняють патронне (або ампульне) та струминне вибухове буріння. При патронному бурінні заряди ВР подаються до вибою по трубах потоком води або стисненого повітря з певною частотою та швидкістю. При ударі об груди вибою вони вибухають і руйнують породу, яка виноситься зі свердловини потоком промивного агенту. При струминному вибуховому бурінні по трубах вибійного вибухо-буру подають дві струмини компонентів ВР, котрі при подачі у вибій змішуються і утворюють плаский рідинний заряд. Для його ініціювання з певною частотою (100—1500 хв−1) подається імпульс. Відбита порода виноситься газоподібними продуктами вибуху та стисненим повітрям.